# Гома (аэропорт)
Международный аэропорт Гома (фр. Aéroport international de Goma) (ИАТА: GOM, ИКАО: FZNA) — расположен к северу от одноименного города Гома, провинция Северное Киву, на северо-востоке Демократической Республики Конго. В 14 км к северу от аэропорта расположен стратовулкан Ньирагонго.

## История
В 2002 году произошло извержение стратовулкана Ньирагонго. Более 1000 метров взлетной полосы было покрыто вулканической лавой. Взлетная полоса была очищена спустя 10 лет.